# Rhoptria asperaria
Rhoptria asperaria är en fjärilsart som beskrevs av Jacob Hübner 1814-1817. Rhoptria asperaria ingår i släktet Rhoptria och familjen mätare. Inga underarter finns listade.